# Коррея да Силва, Эмерсонн
Эмерсонн Коррея да Силва (порт.-браз. Emersonn Correia da Silva); род. 16 июля 2004, Кашуэйру-ди-Итапемирин, Эспириту-Санту), более известный, как Эмерсонн (порт.-браз. Emersonn) — бразильский футболист, нападающий клуба «Атлетико Паранаэнсе».

## Клубная карьера
Эмерсонн — воспитанник клуба «Атлетико Паранаэнсе». 30 июня 2024 года в матче против «Витории» из Салвадора он дебютировал в бразильской Серии A.